# Ascandra loculosa
Ascandra loculosa är en svampdjursart som först beskrevs av Arthur Dendy 1891.  Ascandra loculosa ingår i släktet Ascandra och familjen Leucaltidae. Inga underarter finns listade i Catalogue of Life.